# Jan Ambrož
Jan Ambrož (* 18. června 1954, Lanškroun) je český šachový mezinárodní mistr (od roku 1980), mistr Československa z roku 1980.
Jan Ambrož byl společně s Vlastimilem Hortem, Vlastimilem Jansou, Janem Smejkalem a dnes slovenskými hráči Ľubomírem Ftáčnikem a Jánem Plachetkou členem družstva, které na šachové olympiádě roku 1982 v Lucernu skončilo na druhém místě.